# Ceriagrion rubiae
Ceriagrion rubiae är en trollsländeart som beskrevs av Harry Hyde Laidlaw, Jr. 1916. Ceriagrion rubiae ingår i släktet Ceriagrion och familjen dammflicksländor. Inga underarter finns listade i Catalogue of Life.

## Bildgalleri

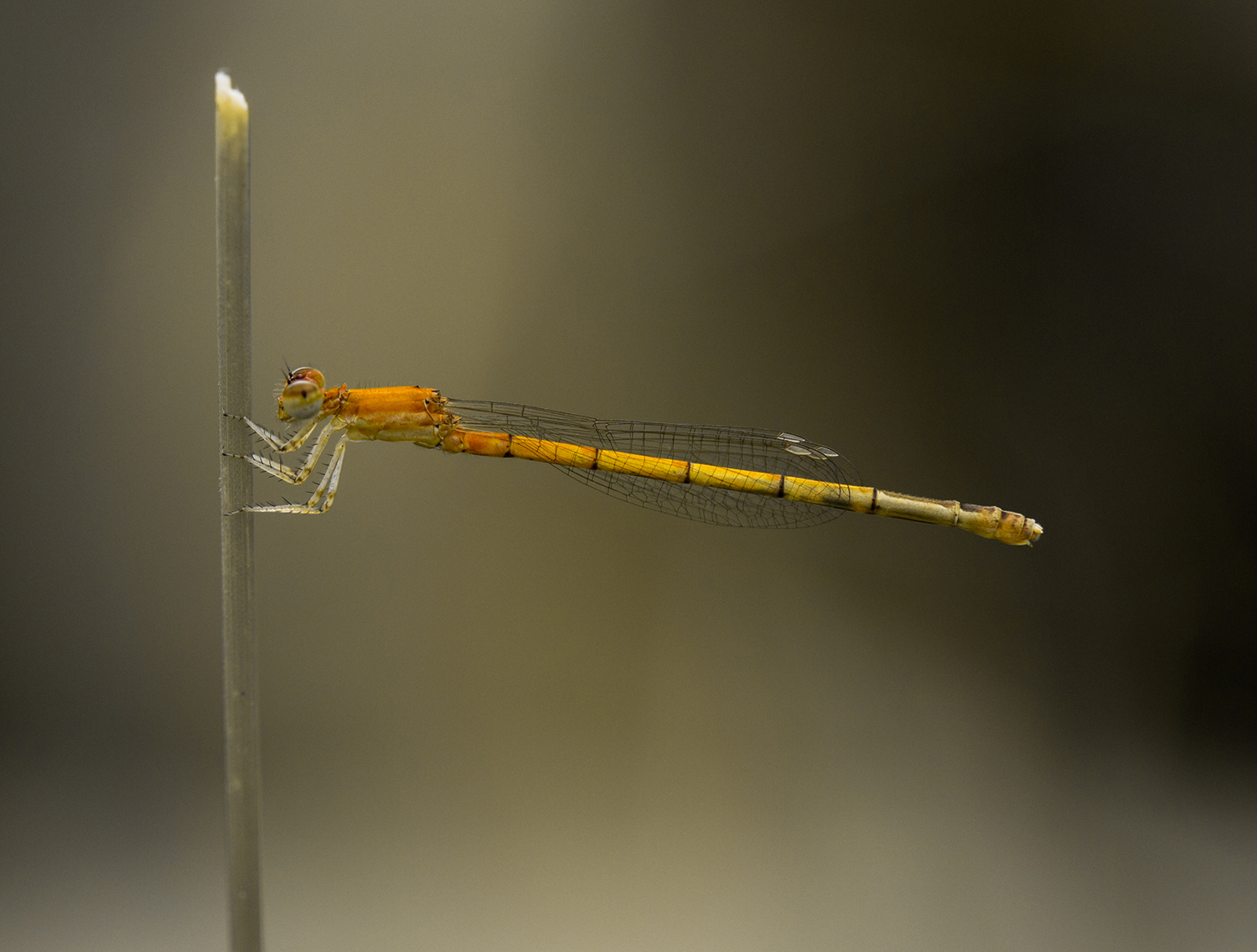
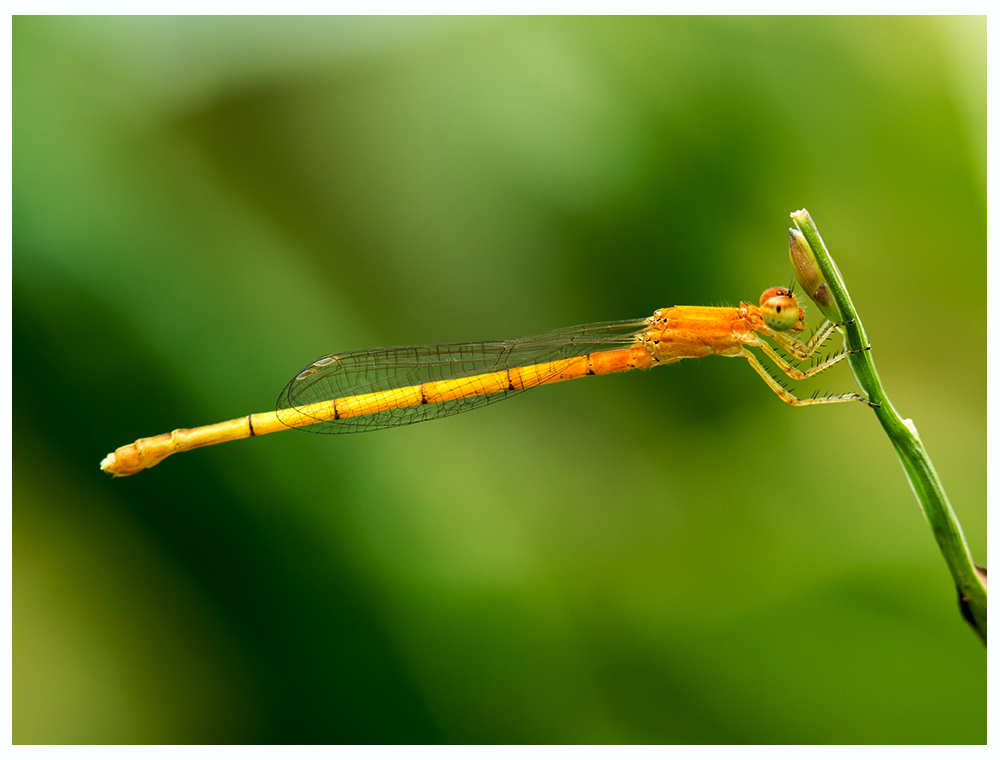
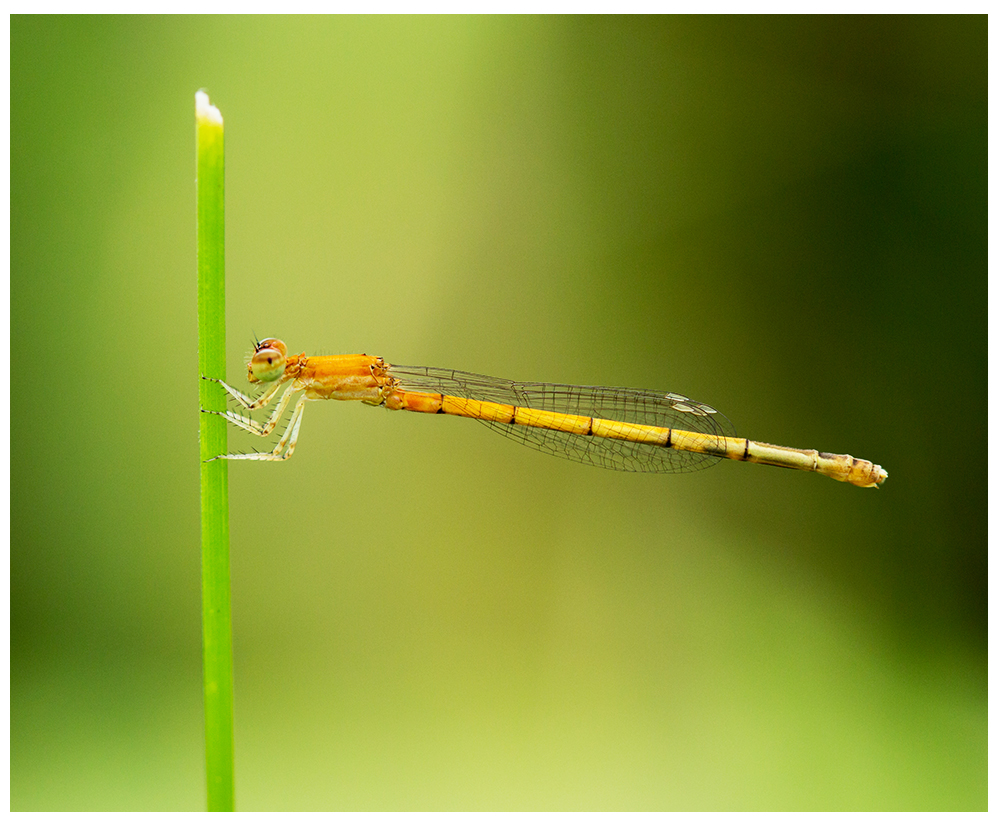